# 沙塘口戰鬥
沙塘口戰鬥發生於1937年11月27日－12月2日，地點則是在中國江蘇宜興一帶。是抗日戰爭主要戰鬥之一，交戰一方為守軍之國民革命軍，另一方則為日軍。戰鬥末了，臨時編成的國軍五十軍受到嚴重損傷。